# Actinodaphne venosa
Actinodaphne venosa är en lagerväxtart som beskrevs av S.Julia. Actinodaphne venosa ingår i släktet Actinodaphne och familjen lagerväxter. Inga underarter finns listade i Catalogue of Life.